# AMD Opteron
AMD Opteron (укр. Оптерон; кодова назва під час розробки Sledgehammer або K8) — перший мікропроцесор фірми AMD, оснований на 64-бітовій технології x86-64 (AMD64). AMD створила цей процесор переважно для застосування на ринку серверів, тому існують варіанти Opteron для використання в системах з 1—16 процесорами.
У червні 2004 року в Top500 суперкомп'ютерів десяте місце зайняв Dawning 4000A — китайський суперкомп'ютер побудований на процесорах Opteron, неабияка подія для AMD. У листопаді 2005 він опустився на 42 місце, через появу продуктивніших конкурентів. Тоді в листопадовому Top500 10 % суперкомп'ютерів було побудовано на базі процесорів AMD64 Opteron. Для порівняння, на базі процесорів Intel EM64T Xeon було побудовано 16.2 % суперкомп'ютерів.

## Технічні особливості

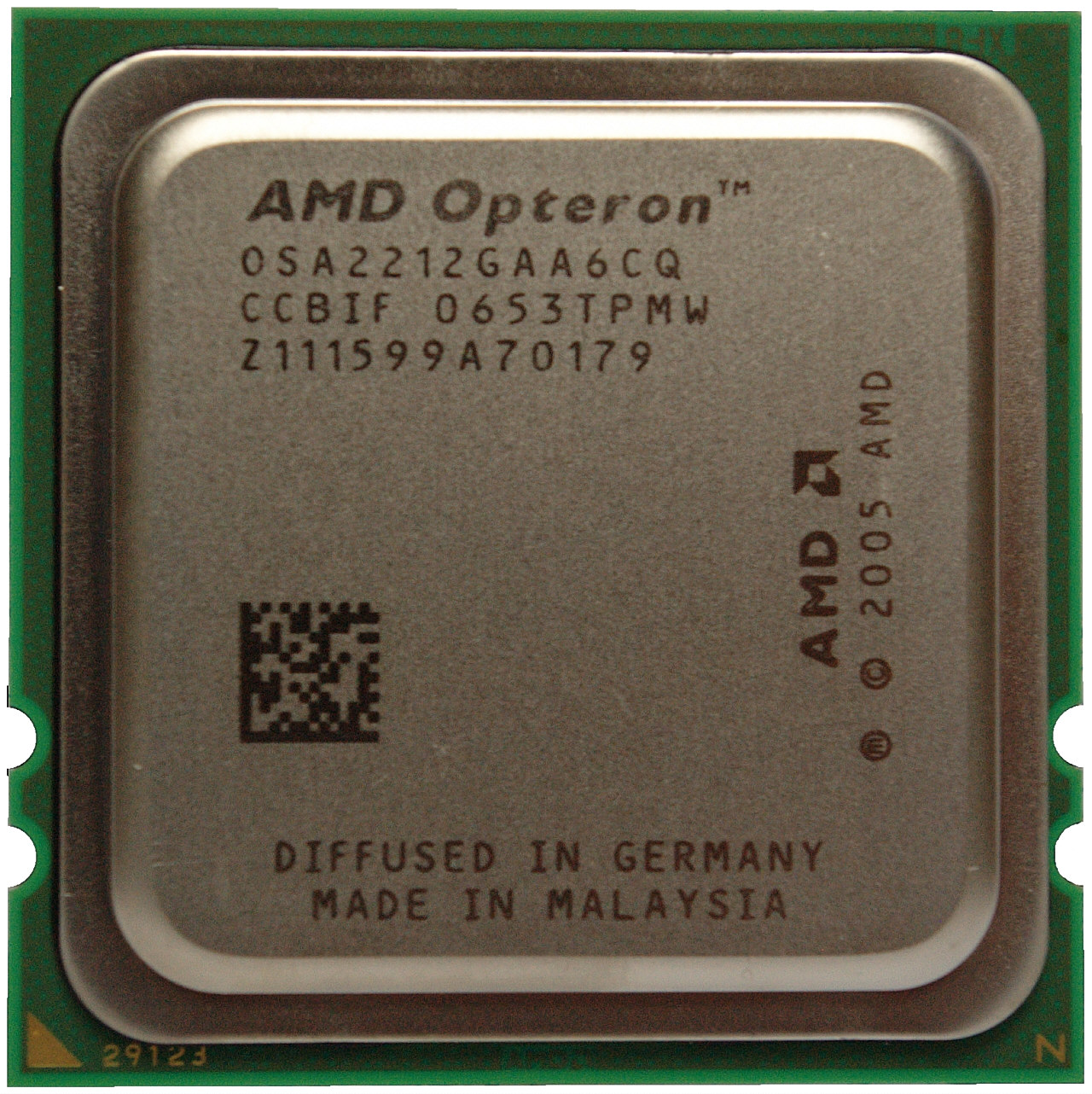
AMD Opteron 2212

Двома важливими технологіями, втіленими в процесорі Opteron є:
- Пряма (без емуляції) підтримка 32-бітових x86 програм (IA-32) без втрати швидкості
- Пряма (без емуляції) підтримка 64-бітових x86-64 програм (лінійна адресація понад 4 гігабайт пам'яті)

Перша технологія примітна тим, що під час анонсу процесора Opteron єдиним 64-бітовим процесором із заявленою підтримкою 32-бітових двійкових програм x86 був Intel Itanium. Але Itanium виконував такі програми зі значною втратою швидкості.
Друга технологія, сама по собі не так примітна, оскільки основні виробники RISC процесорів (SPARC, DEC, HP, IBM, MIPS та інші) мали 64-бітові рішення вже багато років. Але поєднання в одному продукті цих 2-х властивостей, навпаки, принесло Opteron визнання, оскільки він пропонував доступне і економічне рішення для запуску наявних x86 програм з подальшим переходом на перспективніші 64-бітові обчислення.
Процесори Opteron мають інтегрований контролер пам'яті DDR SDRAM. Це дозволило істотно зменшити затримки при зверненні до пам'яті і виключити необхідність в окремому чипі північного моста на материнській платі.

### Багатопроцесорні властивості
В багатопроцесорних системах (більш за один процесор Opteron на одну материнську плату) центральні процесори взаємодіють між собою з використанням архітектури Direct Connect Architecture за допомогою високошвидкісної шини HyperTransport. Кожен процесор може дістати доступ до пам'яті іншого процесора прозоро для програміста. На відміну від звичайного симетричного мультипроцесора, в Opteron використовується технологія NUMA (Non-Uniform Memory Access), коли замість виділення одного банку пам'яті для всіх ЦП, кожен процесор має «свою» пам'ять. Процесори Opteron безпосередньо підтримують 8-ми процесорні конфігурації, зазвичай вживані в серверах середнього рівня. Потужніші сервери використовують додаткові дорогі чипи маршрутизації для підтримки більше 8 процесорів на плату.
У багатьох комп'ютерних тестах, архітектура Opteron демонструє кращу масштабованість багатопроцесорних систем ніж Intel Xeon. У системах на базі Xeon сумарна обчислювальна потужність найчастіше менше, ніж сума продуктивностей окремих ЦП. Наприклад, система на базі Xeon може виконувати одночасно два паралельні завдання з продуктивністю 90%, або чотири паралельні завдання з продуктивністю 80%. Системи на базі Opteron значно менше схильні до цього ефекту, виправдовуючи вибір AMD на користь застосованого архітектурного рішення. Крім того, Opteron має інтегрований в процесор контролер пам'яті, який дозволяє звертатися кожному ЦП до своєї пам'яті без використання шини HyperTransport. При необхідності звернутися до пам'яті іншого процесора або при міжпроцесорних взаємодіях задіяними є лише ініціатор та його контрагент, що зводить використання шини до мінімуму. У багатопроцесорних системах з урахуванням Xeon навпаки використовується одна загальна шина обмінюваня даними процесор-процесор і процесор-пам'ять. У разі зростання кількості процесорів, які у однієї системі побудовані на Xeon, збільшується навантаження з цього на загальну шину від конкуруючих запитів від різних процесорів. Це призводить до зниження ефективності системи в цілому.

### Багатоядерні Opteron

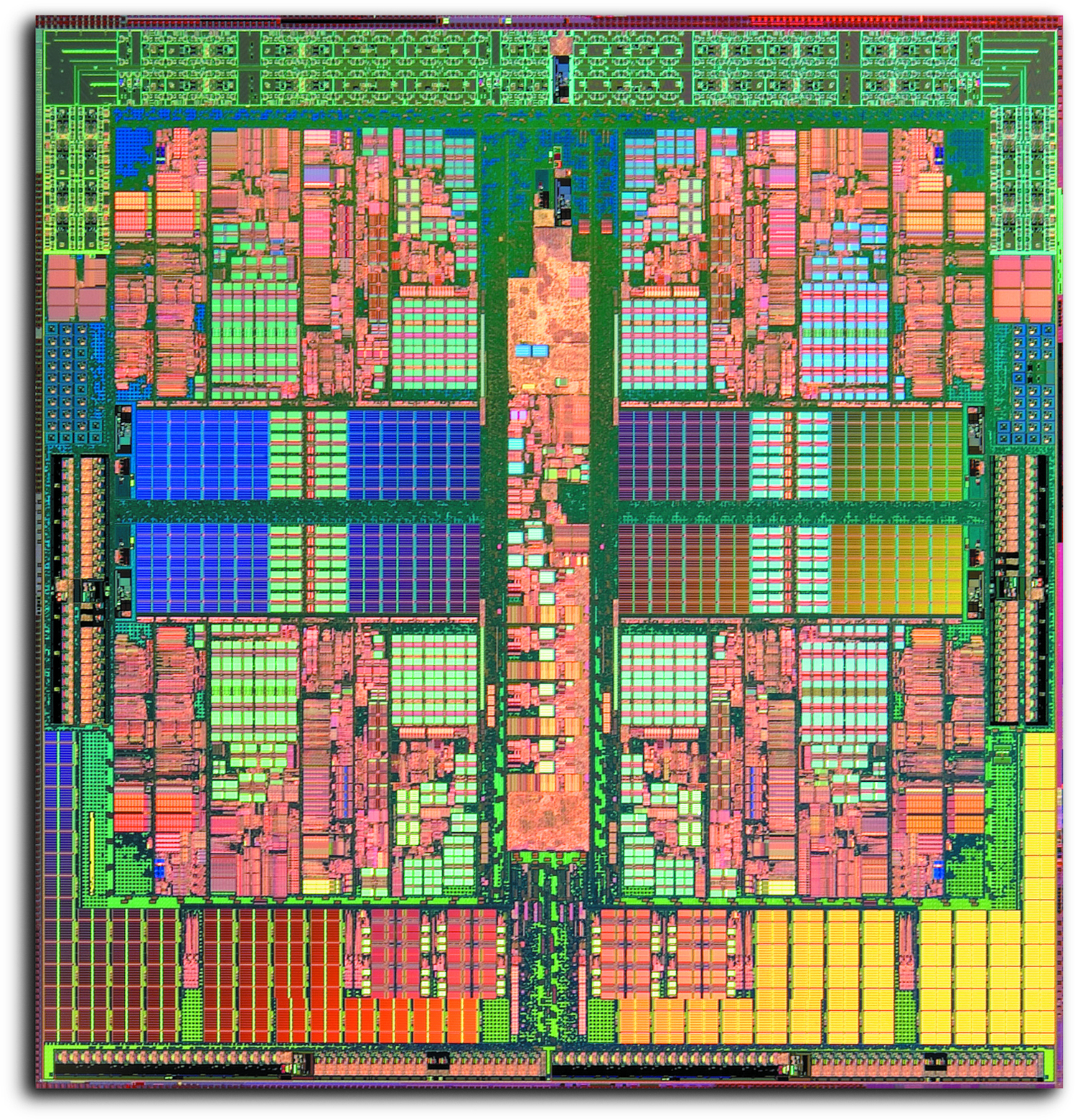
Чотириядерний Opteron

В травні 2005 року AMD представила перший багатоядерний процесор Opteron. Пізніше термін «багатоядерний» компанія AMD використовує для позначення «двоядерних» процесорів; у кожному процесорі Opteron розміщене 2 окремих процесорних ядра. Це фактично подвоює обчислювальну потужність доступну кожному процесорному роз'єму на материнських платах, що підтримують ці процесори. Один процесорний роз'єм може тепер забезпечувати продуктивність двох процесорів, два процесорні розніми — чотири і так далі. Вартість материнських плат вельми істотно збільшується із збільшенням кількості встановлених на них процесорних рознімів, тому нові багатоядерні процесори тепер дозволяють будувати на базі відносних дешевих материнських плат з меншою кількістю рознімів високопродуктивні системи недоступні раніше.
Система нумерації моделей процесорів, що використовалась AMD, трохи змінена через вихід нового багатоядерного модельного ряду. Під час офіційного релізу AMD представила найшвидший багатоядерний Opteron, модель 875 із двома ядрами, що працюють на частоті 2,2 ГГц. Найшвидшим одноядерним процесором Opteron на той момент був "модель 252", що працює на частоті 2,6 ГГц. Для багатопотокових додатків модель 875 демонструє більш високу продуктивність, ніж модель 252, але в однопотокових додатках модель 252 випереджає за продуктивністю модель 875.
Opteron-и другого покоління пропонувалися в трьох серіях: серія 1000 (тільки один роз’єм), серія 2000 (з підтримкою двох роз’ємів) і серія 8000 (з підтримкою чотирьох або восьми роз’ємів). Серія 1000 використовує роз'єм AM2. Серії 2000 і 8000 використовують Socket F. [Архівовано 25 травня 2010 у Wayback Machine.]
У вересні 2007 року було представлено третє покоління, чотириядерні моделі на ядрі Barcelona. Але через помилку в ревізії B2 (BA) їх постачання було припинено. У квітні 2008 року з анонсом нових моделей ревізії B3 постачання було відновлено. Четверте покоління було анонсовано в червні 2009 року з шестиядерними ядрами Istanbul. Було представлено HT Assist, додатковий каталог для розташування даних, зменшуючи накладні витрати на зондування та трансляцію. Під час активації HT Assist використовує 1 МБ кеш-пам’яті L3 на процесор.
У березні 2010 року AMD випустила процесори Magny-Cours Opteron 6100 серії для Socket G34. Це 8- і 12-ядерні багаточипові модулі ЦП, що складаються з двох чотирьох- або шестиядерних кристалів із посиланням HyperTransport 3.1, що з'єднує два кристали. Ці процесори оновили багаторозетну платформу Opteron для використання пам’яті DDR3 і збільшили максимальну швидкість з’єднання HyperTransport з 2,40 ГГц (4,80 ГТ/с) до 3,20 ГГц (6,40 ГТ/с) для процесорів Istanbul.
AMD змінила схему іменування своїх моделей Opteron. Центральні процесори Opteron серії 4000 на Socket C32 (випущений у липні 2010 року) підтримують подвійний сокет і призначені для використання в однопроцесорних та двохпроцесорних системах. Процесори Opteron серії 6000 на Socket G34 підтримують чотири сокета і орієнтовані на високоякісні двохпроцесорні та чотирипроцесорні програми.

### Socket 939 і AM2
AMD також представила Opteron-и з роз'ємом Socket 939, для зниження вартості материнських плат у низькобюджетних серверах та робочих станціях. Opteron-и для Socket 939 ідентичні процесорам Athlon 64 з ядром San Diego, причому вони працюють на набагато нижчих тактових частотах, ніж максимально можливі для них, забезпечуючи надзвичайно надійну роботу. Оскільки така схема зі зниженою частотою процесора означає дуже великі можливості для розгону, ці процесори мають великий попит серед ентузіастів. З переходом настільних процесорів на Socket AM2 процесори серії Opteron 1yyy також перейшли на нього. Цим процесорам надано номери моделей від 1210 до 1224. На відмінно від Athlon 64, Opteron на AM2 з кодовими назвами Santa Ana збільшили кеш L2 до 2 × 1 МБ, замість 2 × 512 КБ.

### Socket AM2+
У 2007 році AMD представила три чотириядерні процесори Opteron на Socket AM2+ для однопроцесорних серверів. Ці процесори вироблялися по 65 нм техпроцесу та аналогічні процесорам Agena (Phenom). Чотирьохядерні процесори Opteron на цьому сокеті мали кодову назву Budapest. Моделі мають номери 1352 (2,10 ГГЦ), 1354 (2,20 ГГц) та 1356 (2,30).

### Socket AM3
У 2009 році AMD ще три чотириядерні процесори Opteron, але для Socket AM3. Ці процесори вироблялися на 45 нм техпроцесі і були аналогічні процесорам Deneb (Phenom II). Чотирьохядерні Opteron під Socket AM3 мають кодову назву Suzuka. Моделі мають номери 1381 (2,50 ГГц), 1385 (2,70 ГГц) та 1389 (2,90 ГГц).

### Socket AM3+
Socket AM3+ був представлений у 2011 році і є модифікацією Socket AM3 для мікроархітектури Bulldozer. Процесори Opteron 3xxx також випускалися на цьому сокеті, зокрема моделі 3250 (4 ядра, 2,5/3,5 ГГц), 3260 (4 ядра, 2,7/3,7 ГГц), 3280 (8 ядер, 2,4/3,5 ГГц) з ядром Zurich мікроархітектури Bulldozer та моделі 3320 (4 ядра, 1,9/2,5 ГГц), 3350 (4 ядра, 2,8/3,8 ГГц), 3365 (8 ядер, 2,3/3,3 ГГц), 3380 (8 ядер, 2,6/3,6 ГГц) з ядром Delhi архітектури мікроархітектури Piledriver.

### 1207-контактний Socket F
Socket F (LGA) – це друге покоління сокетів Opteron. Цей сокет підтримує процесори з кодовими назвами Santa Rosa, Barcelona, Shanghai та Istanbul. Socket F має підтримку DDR2 SDRAM із покращеною шиною HyperTransport 3.0. Фізично сокет і пакет процесора майже ідентичні, хоча загалом не сумісні з Socket 1207 FX.

### 1944-контактний Socket G34
У березні 2010 року компанія AMD випустила перші у світі 12-ядерні серверні процесори Opteron 6100 архітектури x86, під 1944-контактний Socket G34. Існують і 16-ядерні версії процесорів Opteron і за цим показником процесори AMD перевершували аналогічні серверні версії процесорів Intel на той час. Socket G34 – це третє покоління сокетів Opteron.

### Другий 1207-контактний Socket C32
Socket C32 – другий представник третього покоління сокетів Opteron. Цей сокет фізично схожий на Socket F, але не сумісний із процесорами того сокету. Socket C32 використовує DDR3 SDRAM і має інший ключ, щоб запобігти установці процесорів Socket F, які можуть використовувати DDR2 SDRAM. Як і Socket G34, процесори Socket C32 зможуть використовувати небуферизовану ECC або не ECC RAM на додаток до зареєстрованої ECC SDRAM.

### Оновлення мікроархітектури
У лінійці Opteron було оновлення з реалізацією мікроархітектури AMD K10. Нові процесори, випущені в третьому кварталі 2007 року (кодова назва Barcelona), містять ряд удосконалень, спекулятивні навантаження, виконання SIMD, модуль передбачення умовних переходів, дає помітне покращення продуктивності в порівнянні з Opteron-ами на базі K8, в межах того ж діапазону потужності.
У 2007 році AMD представила схему для характеристики споживання електроенергії нових процесорів при «середньому» щоденному використанні, названа середній рівень енерговитрати.

### Socket FT3
Opteron X1150 і Opteron X2150 APU використовуються з BGA-769 або Socket FT3.

## Моделі
Всі чіпи Opteron 130 та 90 нм мають трьохзначний номер моделі у вигляді «Opteron xyy». Чіпи Opteron після 90 нм мають чотирьохзначний номер моделі у вигляді «Opteron xzyy». Для перших трьох поколінь, перша цифра (x) показує максимальну кількість процесорів у системі:
- 1 — Призначений для використання в однопроцесорних системах
- 2 — Призначений для використання у двохпроцесорних системах
- 8 — Призначений для використання у багатопроцесорних системах (4-х або 8-ми процесорні системи)

Для Socket F і Socket AM2 Opterons друга цифра (Z) представляє покоління процесора. Використовуються для цих сокетів лише 2 (двоядерні, DDR2), 3 (чотири ядра, DDR2) і 4 (шестиядерні, DDR2).
Останні два значення у номері моделі (yy) вказують на швидкість процесора. Значення yy понад 60 застосовуються у двоядерних моделях.
Роз'єми C32 і G34 Opterons використовують нову чотиризначну схему нумерації. Перша цифра вказує на кількість ЦП у цільовій машині:
- 4 – Призначений для одно- та двохпроцесорних систем.
- 6 – Призначений для двохпроцесорних і чотирьохпроцесорних систем.

Як і попередні Opteron другого і третього поколінь, друге число належить до покоління процесора. «1» стосується процесорів на базі AMD K10 (Magny-Cours і Lisbon), «2» стосується процесорів на базі Bulldozer Interlagos, Valencia та Zurich, а «3» належить до Abu Dhabi на базі Piledriver, Seoul і  Delhi процесорів.
Суфікс HE або EE вказує на високоефективну/енергоефективну модель, що має нижчий TDP, ніж стандартний Opteron. Суфікс SE вказує на топову модель, що має вищий TDP, ніж стандартний Opteron. 
Починаючи з процесу виготовлення 65 нм, кодові назви Opteron були засновані на містах, які приймають Формула-1; AMD мав довгострокове спонсорство з найуспішнішою командою Формули-1, Ferrari.
| Список мікропроцесорів Opteron | Список мікропроцесорів Opteron           | Список мікропроцесорів Opteron | Список мікропроцесорів Opteron                        | Список мікропроцесорів Opteron |
| Логотип                        | Сервер                                   | Сервер                         | Сервер                                                | Сервер                         |
| Логотип                        | Кодове і'мя                              | Тех. процес                    | Дата виходу                                           | Ядра                           |
| ------------------------------ | ---------------------------------------- | ------------------------------ | ----------------------------------------------------- | ------------------------------ |
| Логотип AMD Opteron в 2003     | SledgeHammer Venus Troy Athens           | 130 нм 90 нм                   | Квітень 2003 Грудень 2004                             | 1                              |
| Логотип AMD Opteron в 2003     | Denmark Italy Egypt Santa Ana Santa Rosa | 90 нм                          | Серпень 2005 Травень 2005 Квітень 2005 Серпень 2006   | 2                              |
| Логотип AMD Opteron в 2008     | Barcelona Budapest Shanghai Suzuka       | 65 нм 45 нм 45 нм              | Вересень 2007 Квітень 2008 Листопад 2008 Червень 2009 | 4                              |
| Логотип AMD Opteron в 2008     | Istanbul                                 | 45 нм                          | Червень 2009                                          | 6                              |
| Логотип AMD Opteron в 2008     | Lisbon                                   | 45 нм                          | Червень 2010                                          | 4,6                            |
| Логотип AMD Opteron в 2008     | Magny-Cours                              | 45 нм                          | Березень 2010                                         | 8,12                           |
| Логотип AMD Opteron в 2011     | Valencia                                 | 32 нм                          | Листопад 2011                                         | 4,6,8                          |
| Логотип AMD Opteron в 2011     | Interlagos                               | 32 нм                          | Листопад 2011                                         | 4,8,12,16                      |
| Логотип AMD Opteron в 2011     | Zurich                                   | 32 нм                          | Березень 2012                                         | 4, 8                           |
| Логотип AMD Opteron в 2011     | Abu Dhabi                                | 32 нм                          | Листопад 2012                                         | 4,8,12,16                      |
| Логотип AMD Opteron в 2011     | Delhi                                    | 32 нм                          | Грудень 2012                                          | 4, 8                           |
| Логотип AMD Opteron в 2011     | Seoul                                    | 32 нм                          | Грудень 2012                                          | 4, 6, 8                        |
| Логотип AMD Opteron в 2011     | Kyoto                                    | 28 нм                          | Травень 2013                                          | 2, 4                           |
| Логотип AMD Opteron в 2011     | Seattle                                  | 28 нм                          | Січень 2016                                           | 4, 8                           |
| Логотип AMD Opteron в 2011     | Toronto                                  | 28 нм                          | Червень 2017                                          | 2, 4                           |

### Opteron (130 нмКНІ)

#### Одноядерні — SledgeHammer (1yy, 2yy, 8yy)
- степінги процесорів: B3, C0, CG
- Кеш першого рівня: 64 + 64 КБ (дані + інструкції)
- Кеш другого рівня: 1024 КБ, що працює на швидкості ядра
- Підтримка MMX, Розширений 3DNow!, SSE, SSE2, AMD64
- Роз'єм: Socket 940, 800 МГц HyperTransport
- НЕ потрібне використання регістрової DDR SDRAM, підтримується пам'ять з ECC
- Напруга ядра: 1,50 - 1,55 В
- Тактові частоти: 1400-2400 МГц (x40 - x50)
- Вперше представлено: 22 квітня 2003 року

### Opteron (90 нмКНІ,DDR)

#### Одноядерні — Venus (1yy), Troy (2yy), Athens (8yy)
- Степінг процесорів: E4
- Кеш першого рівня: 64 + 64 КБ (дані + інструкції)
- Кеш другого рівня: 1024 КБ, що працює на швидкості ядра
- Підтримка MMX, Розширений 3DNow!, SSE, SSE2, SSE3], AMD64
- Роз'єм: Socket 940, 800 МГц HyperTransport
- Роз'єм: Socket 939/Socket 940, 1000 МГц HyperTransport
- Вимагає використання регістрової DDR SDRAM для Socket 940, підтримується пам'ять з ECC
- Напруга ядра: 1,35 - 1,4 В
- Підтримка технології NX Bit
- Оптимізоване управління живленням (OPM)
- Тактові частоти: 1600 - 3000 МГц (x42 - x56)
- Вперше представлено: Грудень 2004

#### Двоядерні – Denmark (1yy), Italy (2yy), Egypt (8yy)
- степінги процесорів: E1, E6
- Вперше представлений: Квітень 2005
- Тактові частоти: 1,6 ГГц - 2,8 ГГц
- Підтримка технології NX Bit
- Роз'єм: Socket 939/Socket 940, 1000 МГц HyperTransport

### Opteron (90 нмКНІ,DDR2)

#### Двоядерні – Santa Ana (12yy), Santa Rosa (22yy, 82yy)
- степінги процесорів: F2, F3
- Кеш першого рівня (L1): 64 КБ + 64 КБ (дані + інструкції).
- Кеш другого рівня (L2): 2048 КБ.
- Підтримка MMX, Розширений 3DNow!, SSE, SSE2, SSE3, AMD64, Cool’n’Quiet, NX Bit, AMD-V!
- Socket F, 1000 MHz HyperTransport – Opteron 22yy, 82yy
- Socket AM2, 1000 MHz HyperTransport – Opteron 12yy
- Напруга ядра: 1,2 - 1,375 В
- Максимальна потужність (TDP): 95 Вт
- Підтримка технології NX Bit
- Оптимізоване управління живленням (OPM)
- Віртуалізація AMD-V
- Вперіе представлені: ?????? 2006
- Тактова частота: 1,8–3,2 ГГц (xx10, xx12, xx14, xx16, xx18, xx20, xx22, xx24)

### Opteron (65 нмКНІ)

#### чотириядерний - Barcelona (Barcelona AMD) (серії 1000)
- Кеш першого рівня (L1): 64 КБ + 64 КБ (дані + інструкції).
- Кеш другого рівня (L2): 512 КБ.
- Кеш третього рівня (L3): 2048 КБ.
- Підтримка: MMX, Розширений 3DNow!, SSE, SSE2, SSE3, AMD64, Cool'n'Quiet 2.0, NX-Bit, AMD-V!.
- Роз'єм: AM2+.
- Напруга ядра: 1,2 - 1375 В, потужність: 75 ВТ (АКТ), технологія: 65 нм (КНІ).
- Тактові частоти: 2,1 ГГц - 2,3 ГГц
- Модель Standard (ACP: 75 Вт): 1356 2.3Ггц, 2.2Ггц 1354, 1352 2.1Ггц.

#### чотириядерний - Barcelona (AMD) (серії 2000)
- Кеш першого рівня (L1): 64 КБ + 64 КБ (дані + інструкції).
- Кеш другого рівня (L2): 512 КБ.
- Кеш третього рівня (L3): 2048 КБ.
- Підтримка: MMX, Розширений 3DNow!, SSE, SSE2, SSE3, AMD64, Cool'n'Quiet 2.0, NX-Bit, AMD-V!.
- Роз'єм: Socket F.
- Напруга ядра: 1,2 - 1375 В, потужність: 68 Вт - 120 Вт (TDP) 55 Вт - 95 ВТ (АКТ), технологія: 65 нм (КНІ).
- Тактові частоти: 1,7 ГГц - 2,5 ГГц
- Модель Standard (ACP: 75 Вт): 2356 2.3Ггц, 2.2Ггц 2354, 2352 2.1Ггц, 2.0ГГц 2350, 2347: 1,9 ГГц.
- Модель HE (ACP: 55 Вт): 2347HE: 1,6 ГГц, 2346HE: 1,9 ГГц, 2344HE: 1,7 ГГц.
- Модель SE (ACP: 95 Вт): 2360SE: 2,5 ГГц, 2358SE: 2,4 ГГц.

#### чотириядерний - Barcelona (AMD) (серії 8000)
- Кеш першого рівня (L1): 64 КБ + 64 КБ (дані + інструкції).
- Кеш другого рівня (L2): 512 КБ.
- Кеш третього рівня (L3): 2048 КБ.
- Підтримка: MMX, Розширений 3DNow!, SSE, SSE2, SSE3, AMD64, Cool'n'Quiet 2.0, NX-Bit, AMD-V!.
- Роз'єм: Socket F.
- Напруга ядра: 1,2 - 1375 В, потужність: 68 Вт - 120 Вт (TDP) 55 Вт - 95 ВТ (АКТ), технологія: 65 нм (КНІ).
- Тактові частоти: 1,8 ГГц - 2,5 ГГц
- Модель Standard (ACP: 75 Вт): 8356 2.3Ггц, 8354 2.2Ггц, 2.0ГГц 8350, 8347: 1,9 ГГц.
- Модель HE (ACP: 55 Вт): 8347HE: 1,6 ГГц, 8346HE: 1,9 ГГц.
- Модель SE (ACP: 95 Вт): 8360SE: 2,5 ГГц, 8358SE: 2,4 ГГц.

### Opteron (45 нмКНІ)
чотириядерний - Suzuka AMD (серії 1000)
- Кеш першого рівня (L1): 64 КБ + 64 КБ (дані + інструкції).
- Кеш другого рівня (L2): 512 КБ.
- Кеш третього рівня (L3): 6 МБ.
- Підтримка: MMX, Розширений 3DNow!, SSE, SSE2, SSE3, AMD64, Cool'n'Quiet 2.0, NX-Bit, AMD-V!.
- Роз'єм: AM2+, AM3
- Напруга ядра: 1,2 - 1375 В, потужність: 75 ВТ (АКТ), технологія: 45 нм (КНІ).
- Тактові частоти: 2,5 ГГц - 2,9 ГГц
- Модель Standard (ACP: 75 Вт): 1381 2.5Ггц, 1385 2.7Ггц, 1389 2.9Ггц.

#### чотириядерний - Шанхай (Shanghai AMD) (серія 2000)
- Кеш першого рівня (L1): 64 КБ + 64 КБ (дані + інструкції).
- Кеш другого рівня (L2): 512 КБ.
- Кеш третього рівня (L3): 6 МБ.
- Підтримка: MMX, Розширений 3DNow!, SSE, SSE2, SSE3, AMD64, Cool'n'Quiet 2.0, NX-Bit, AMD-V!.
- Роз'єм: Socket F.
- Напруга ядра: 1,2 - 1375 В, потужність: 68 Вт - 120 Вт (TDP), 55 Вт - 105 ВТ (АКТ), технологія: 45 нм (КНІ).
- Тактові частоти: 2,3 ГГц - 2,7 ГГц
- Модель Standard (ACP: 75 Вт): 2384 2.7ГГц, 2.6ГГц 2382, 2380 2.5ГГц, 2.4ГГц 2378, 2376: 2,3 ГГц.
- Модель HE (ACP: 55 Вт): ні (15.11.08)
- Модель SE (ACP: 95 Вт): ні (15.11.08)

#### чотириядерний - Шанхай (AMD) (серії 8000)
- Кеш першого рівня (L1): 64 КБ + 64 КБ (дані + інструкції).
- Кеш другого рівня (L2): 512 КБ.
- Кеш третього рівня (L3): 6 МБ.
- Підтримка: MMX, Розширений 3DNow!, SSE, SSE2, SSE3, AMD64, Cool'n'Quiet 2.0, NX-Bit, AMD-V!.
- Роз'єм: Socket F.
- Напруга ядра: 1,2 - 1375 В, потужність: 68 Вт - 120 Вт (TDP), 55 Вт - 105 ВТ (АКТ), технологія: 45 нм (КНІ).
- Тактові частоти: 2,5 ГГц - 2,7 ГГц
- Модель Standard (ACP: 75 Вт): 8384 2.7ГГц, 2.6ГГц 8382, 8380 2.5ГГц
- Модель HE (ACP: 55 Вт): ні (15.11.08)
- Модель SE (ACP: 95 Вт): ні (15.11.08)

#### шестиядерний — Istanbul (24yy, 84yy)[8]
- Степінг процесорів: D0
- Кеш першого рівня (L1): 6 х 128 КБ.
- Кеш другого рівня (L2): 6 х 512 КБ.
- Кеш третього рівня (L3): 6 МБ.
- Підтримка: MMX, Розширений 3DNow!, SSE, SSE2, SSE3, AMD64, Cool'n'Quiet 2.0, NX-Bit, AMD-V!.
- Роз'єм: Socket F
- Напруга ядра: 1,2 - 1,375 В, потужність: 120 Вт (TDP), технологія 45 нм (КНІ).
- Тактові частоти: 2,2 ГГц - 2,8 ГГц.
- Вперше представлено: 1 червня 2009 року

#### восьмиядерний — Magny-Cours MCM (6124-6140)
- Степінг процесорів: D1
- Кеш другого рівня (L2): 8 x 512 КБ.
- Кеш третього рівня (L3): 2 x 6 МБ.
- Підтримка: MMX, Розширений 3DNow!, SSE, SSE2, SSE3, AMD64, Cool'n'Quiet 2.0, NX-Bit, AMD-V!.
- Роз'єм: Socket G34
- Напруга ядра: 1,15 - 1,375 В, потужність: 110 Вт (TDP), технологія 45 нм (КНІ).
- Тактові частоти: 2,0 ГГц - 2,6 ГГц.
- Вперше представлено: 29 березня 2010 року

#### 12-ядерний — Magny-Cours MCM (6164-6180SE)
- Степінг процесорів: D1
- Кеш другого рівня (L2): 12 х 512 КБ.
- Кеш третього рівня (L3): 2 x 6 МБ.
- Підтримка: MMX, Розширений 3DNow!, SSE, SSE2, SSE3, AMD64, Cool'n'Quiet 2.0, NX-Bit, AMD-V!.
- Роз'єм: Socket G34
- Напруга ядра: 1,15 - 1,375 В, потужність 110 Вт (TDP), технологія 45 нм (КНІ).
- Тактові частоти: 1,7 ГГц - 2,5 ГГц.
- Вперше представлено: 29 березня 2010 року

#### чотириядерний — Lisbon (4122, 4130)
- Степінг процесорів: D0
- Кеш другого рівня (L2): 4 x 512 КБ.
- Кеш третього рівня (L3): 6 МБ.
- Підтримка: MMX, Розширений 3DNow!, SSE, SSE2, SSE3, AMD64, Cool'n'Quiet 2.0, NX-Bit, AMD-V!.
- Роз'єм: Socket C32.
- Потужність 50 Вт (TDP), технології 45 нм (КНІ).
- Тактові частоти: 2,2 ГГц - 2,6 ГГц.
- Вперше представлено: 23 червня 2010 року

#### шестиядерний — Lisbon (4162, 4184)
- Степінг процесорів: D1
- Кеш другого рівня (L2): 6 х 512 КБ.
- Кеш третього рівня (L3): 6 МБ.
- Підтримка: MMX, Розширений 3DNow!, SSE, SSE2, SSE3, AMD64, Cool'n'Quiet 2.0, NX-Bit, AMD-V!.
- Роз'єм: Socket C32.
- Потужність 50 Вт (TDP), технології 45 нм (КНІ).
- Тактові частоти: 1,7 ГГц - 2,8 ГГц.
- Вперше представлено: 23 червня 2010 року

### Opteron (32 нмКНІ) — Перше покоління мікроархітектури Bulldozer

#### чотириядерний — Zurich (3250-3260)
- Степінг процесорів: B2
- Кеш другого рівня (L2): 2 х 2 МБ.
- Кеш третього рівня (L3): 4 МБ.
- Підтримка: MMX, Розширений 3DNow!, SSE, SSE2, SSE3, SSE4.1, SSE4.2, AES, AVX, XOP, FMA4, AMD64, Cool'n'Quiet 2.0, NX Bit, AMD-V.
- Роз'єм: Socket AM3+
- Напруга ядра: 1,04 - 1,375, потужність: 45 Вт - 65 Вт (TDP), технологія 32 нм (КНІ).
- Тактові частоти: 2,5 ГГц - 2,7 ГГц.
- Вперше представлено: 20 березня 2012 року

#### восьмиядерний — Zurich (3280)
- степінг процесорів: B2
- Кеш другого рівня (L2): 4 х 2 МБ.
- Кеш третього рівня (L3): 8 МБ.
- Підтримка: MMX, Розширений 3DNow!, SSE, SSE2, SSE3, SSE4.1, SSE4.2, AES, AVX, XOP, FMA4, AMD64, Cool'n'Quiet 2.0, NX Bit, AMD-V.
- Роз'єм: Socket AM3+
- Напруга ядра: 1,04 - 1,375, потужність: 45 Вт - 65 Вт (TDP), технологія 32 нм (КНІ).
- Тактові частоти: 2,4 ГГц
- Вперше представлено: 20 березня 2012 року

#### шестиядерний — Valencia (4226 HE-4238)
- степінг процесорів: B2
- Кеш другого рівня (L2): 6 МБ.
- Кеш третього рівня (L3): 8 МБ.
- Підтримка: MMX, Розширений 3DNow!, SSE, SSE2, SSE3, SSE4.1, SSE4.2, AES, AVX, XOP, FMA4, AMD64, Cool'n'Quiet 2.0, NX Bit, AMD-V.
- Роз'єм: Socket C32.
- Напруга ядра: 1,04 - 1,375 В, потужність: 35 Вт - 95 Вт[9] (TDP), технологія 32 нм (КНІ).
- Тактові частоти: 2,7 ГГц - 3,3 ГГц.
- Вперше представлено: 14 листопада 2011 року

#### чотириядерний — Interlagos MCM (6204)
- степінг процесорів: B2
- Кеш першого рівня (L1): 4 x 16 КБ, 4 x 64 КБ (дані + інструкції).
- Кеш другого рівня (L2): 2 х 2 МБ.
- Кеш третього рівня (L3): 2 x 8 МБ.
- Підтримка: MMX, Розширений 3DNow!, SSE, SSE2, SSE3, SSE4.1, SSE4.2, AES, AVX, XOP, FMA4, AMD64, Cool'n'Quiet 2.0, NX Bit, AMD-V.
- Роз'єм: Socket G34
- Напруга ядра: 1,02 - 1,375 В, потужність: 115 Вт (TDP) технологія 32 нм (КНІ).
- Тактові частоти: 3,3 ГГц.
- Вперше представлено: 14 листопада 2011 року

#### восьмиядерний — Interlagos (6212-6220)
- степінг процесорів: B2
- Кеш першого рівня (L1): 8 x 16 КБ, 8 x 64 КБ (дані + інструкції).
- Кеш другого рівня (L2): 2 х 4 МБ.
- Кеш третього рівня (L3): 2 x 8 МБ.
- Підтримка: MMX, Розширений 3DNow!, SSE, SSE2, SSE3, SSE4.1, SSE4.2, AES, AVX, XOP, FMA4, AMD64, Cool'n'Quiet 2.0, NX Bit, AMD-V.
- Роз'єм: Socket G34
- Напруга ядра: 1,02 - 1,375 В, потужність: 115 Вт (TDP), технологія 32 нм (КНІ).
- Тактові частоти: 2,6 ГГц - 3,0 ГГц.
- Вперше представлено: 14 листопада 2011 року

#### 12-ядерний — Interlagos (6234-6238)
- степінг процесорів: B2
- Кеш першого рівня (L1): 12 x 16 КБ, 12 x 64 КБ (дані + інструкції).
- Кеш другого рівня (L2): 2 х 6 МБ.
- Кеш третього рівня (L3): 2 x 8 МБ.
- Підтримка: MMX, Розширений 3DNow!, SSE, SSE2, SSE3, SSE4.1, SSE4.2, AES, AVX, XOP, FMA4, AMD64, Cool'n'Quiet 2.0, NX Bit, AMD-V.
- Роз'єм: Socket G34.
- Напруга ядра: 1,02 - 1,375 В, потужність: 115 Вт - 140 Вт (TDP), технологія 32 нм (КНІ).
- Тактові частоти: 2,4 ГГц - 2,7 ГГц.
- Вперше представлено: 14 листопада 2011 року

#### 16-ядерний — Interlagos (6262 HE-6284 SE)
- степінг процесорів: B2
- Кеш першого рівня (L1): 16 x 16 КБ, 16 x 64 КБ (дані + інструкції).
- Кеш другого рівня (L2): 2 х 8 МБ.
- Кеш третього рівня (L3): 2 x 8 МБ.
- Підтримка: MMX, Розширений 3DNow!, SSE, SSE2, SSE3, SSE4.1, SSE4.2, AES, AVX, XOP, FMA4, AMD64, Cool'n'Quiet 2.0, NX Bit, AMD-V.
- Роз'єм: Socket G34.
- Напруга ядра: 1,02 - 1,375 В, потужність: 115 Вт (TDP), технологія 32 нм (КНІ).
- Тактові частоти: 1,6 ГГц - 2,6 ГГц.
- Вперше представлено: 14 листопада 2011 року

### Opteron (32 нмКНІ) — Мікроархітектура Piledriver

#### чотириядерний — Delhi (3320 EE, 3350 HE)[10]
- Степінг процесорів: C0
- Кеш другого рівня (L2): 4 х 2 МБ.
- Кеш третього рівня (L3): 8 МБ.
- Підтримка: MMX, Розширений 3DNow!, SSE, SSE2, SSE3, SSE4.1, SSE4.2, AES, AVX, XOP, FMA4, AMD64, Cool'n'Quiet 2.0, NX Bit, AMD-V.
- Роз'єм: Socket AM3+.
- Напруга ядра: 1,260 - 1,375 В, потужність: 25 - 45 Вт (TDP), технологія 32 нм (КНІ).
- Тактові частоти: 1,9 ГГЦ - 2,8 ГГц.
- Вперше представлено: 4 грудня 2012 року

#### восьмиядерний — Delhi (3380)
- степінг процесорів: C0
- Кеш другого рівня (L2): 4 х 2 МБ.
- Кеш третього рівня (L3): 8 МБ.
- Підтримка: MMX, Розширений 3DNow!, SSE, SSE2, SSE3, SSE4.1, SSE4.2, AES, AVX, XOP, FMA4, AMD64, Cool'n'Quiet 2.0, NX Bit, AMD-V.
- Роз'єм: Socket AM3+.
- Напруга ядра: 1,260 - 1,375 В, потужність: 65 Вт (TDP), технологія 32 нм (КНІ).
- Тактові частоти: 26 ГГц.
- Вперше представлено: 4 грудня 2012 року

#### чотириядерний — Seoul (4310 EE)
- степінг процесорів: C0
- Кеш другого рівня (L2): 2 х 2 МБ.
- Кеш третього рівня (L3): 8 МБ.
- Підтримка: MMX, Розширений 3DNow!, SSE, SSE2, SSE3, SSE4.1, SSE4.2, AES, AVX, XOP, FMA4, AMD64, Cool'n'Quiet 2.0, NX Bit, AMD-V.
- Роз'єм: Socket C32.
- Напруга ядра: ? У, потужність: 35 Вт (TDP), технологія 32 нм (КНІ).
- Тактові частоти: 22 ГГц.
- Вперше представлено: 4 грудня 2012 року

#### шестиядерний — Seoul (4332 HE-4340)
- степінг процесорів: C0
- Кеш другого рівня (L2): 3 х 2 МБ.
- Кеш третього рівня (L3): 8 МБ.
- Підтримка: MMX, Розширений 3DNow!, SSE, SSE2, SSE3, SSE4.1, SSE4.2, AES, AVX, XOP, FMA4, AMD64, Cool'n'Quiet 2.0, NX Bit, AMD-V.
- Роз'єм: Socket C32.
- Напруга ядра: ? В, потужність: 65 - 95 Вт (TDP), технологія 32 нм (КНІ).
- Тактові частоти: 3,0 ГГц - 3,5 ГГц.
- Вперше представлено: 4 грудня 2012 року

#### восьмиядерний — Seoul (4376 HE-4386)
- степінг процесорів: C0
- Кеш другого рівня (L2): 4 х 2 МБ.
- Кеш третього рівня (L3): 8 МБ.
- Підтримка: MMX, Розширений 3DNow!, SSE, SSE2, SSE3, SSE4.1, SSE4.2, AES, AVX, XOP, FMA4, AMD64, Cool'n'Quiet 2.0, NX Bit, AMD-V.
- Роз'єм: Socket C32.
- Напруга ядра: ? В, потужність: 65 - 95 Вт (TDP), технологія 32 нм (КНІ).
- Тактові частоти: 2,6 ГГц - 3,1 ГГц.
- Вперше представлено: 4 грудня 2012 року

#### чотириядерний — Abu Dhabi MCM (6308)[11]
- степінг процесорів: C0
- Кеш другого рівня (L2): 2 МБ на ядро (4 МБ).
- Кеш третього рівня (L3): 2 x 8 МБ.
- Підтримка: MMX, Розширений 3DNow!, SSE, SSE2, SSE3, SSE4.1, SSE4.2, AES, AVX, XOP, FMA4, AMD64, Cool'n'Quiet 2.0, NX Bit, AMD-V.
- Роз'єм: Socket G34
- Напруга ядра: ? В, потужність: 85 - 115 Вт (TDP), технологія 32 нм (КНІ).
- Тактові частоти: 3,5 ГГц.
- Вперше представлено: 5 листопада 2012 року

#### восьмиядерний — Abu Dhabi MCM (6320, 6328)
- степінг процесорів: C0
- Кеш другого рівня (L2): 2 МБ на ядро (8 МБ).
- Кеш третього рівня (L3): 2 x 8 МБ.
- Підтримка: MMX, Розширений 3DNow!, SSE, SSE2, SSE3, SSE4.1, SSE4.2, AES, AVX, XOP, FMA4, AMD64, Cool'n'Quiet 2.0, NX Bit, AMD-V.
- Роз'єм: Socket G34
- Напруга ядра: ? В, потужність: 85 - 115 Вт (TDP), технологія 32 нм (КНІ).
- Тактові частоти: 2,8 ГГц - 3,2 ГГц.
- Вперше представлено: 5 листопада 2012 року

#### 12-ядерний — Abu Dhabi MCM (6344, 6348)
- степінг процесорів: C0
- Кеш другого рівня (L2): 2 МБ на ядро (12 МБ).
- Кеш третього рівня (L3): 2 x 8 МБ.
- Підтримка: MMX, Розширений 3DNow!, SSE, SSE2, SSE3, SSE4.1, SSE4.2, AES, AVX, XOP, FMA4, AMD64, Cool'n'Quiet 2.0, NX Bit, AMD-V.
- Роз'єм: Socket G34
- Напруга ядра: ? В, потужність: 85 - 115 Вт (TDP), технологія 32 нм (КНІ).
- Тактові частоти: 2,6 ГГц - 3,2 ГГц.

#### 16-ядерний — Abu Dhabi MCM (6366 HE)
- степінг процесорів: C0
- Кеш другого рівня (L2): 2 МБ на ядро (16 МБ).
- Кеш третього рівня (L3): 2 x 8 МБ.
- Підтримка: MMX, Розширений 3DNow!, SSE, SSE2, SSE3, SSE4.1, SSE4.2, AES, AVX, XOP, FMA4, AMD64, Cool'n'Quiet 2.0, NX Bit, AMD-V.
- Роз'єм: Socket G34
- Напруга ядра: ? В, потужність: 85 - 115 Вт (TDP), технологія 32 нм (КНІ).
- Тактові частоти: 1,8 ГГц - 3,1 ГГц.
- Вперше представлено: 5 листопада 2012 року

### Opteron X (28 нм Bulk) — МікроархітектураJaguar

#### чотириядерний — Kyoto (X1150)
- Кеш другого рівня (L2): 2 МБ.
- Роз'єм: Socket FT3.
- Напруга ядра: ? В, потужність: 9 - 17 Вт (TDP), технологія 28 нм (Bulk).
- Тактові частоти: 1,0 ГГц – 2,0 ГГц.
- Вперше представлено: 29 травня 2013 року

#### чотириядерніAPU— Kyoto (X2150)
- Кеш другого рівня (L2): 2 МБ.
- Роз'єм: Socket FT3.
- Напруга ядра: ? В, потужність: 11 - 22 Вт (TDP), технологія 28 нм (Bulk).
- Тактові частоти: 1,1 ГГц – 1,9 ГГц.
- Вперше представлено: 29 травня 2013 року

### Opteron A (28 нм) — МікроархітектураARM(ARM Cortex-A57)

#### A1100-серія
Opteron A1100-серії «Seattle» (28 нм) є SoC на основі ядер ARM Cortex-A57, які використовують набір інструкцій ARMv8-A. Вперше їх випустили в січні 2016 року.
- Кількість ядер: 4-8
- Кеш другого рівня (L2): 2 МБ (4 ядра) або 4 МБ (8 ядер).
- Кеш третього рівня (L3): 8 МБ.
- Напруга ядра: ? В, потужність: 25 - 32 Вт (TDP), технологія 28 нм.
- Тактові частоти: 17 ГГц - 20 ГГц.
- До 64 ГБ DDR3L-1600 і до 128 ГБ DDR4-1866 з ECC
- Периферійні пристрої SoC включають 14 × SATA 3, 2 × інтегрована локальна мережа 10 GbE і вісім ліній PCI Express у конфігураціях ×8, ×4 і ×2

### Opteron X (28 нм Bulk) — Мікроархітектура Excavator
Випущені в червні 2017 року

#### двоядерні — Toronto (X3216)
- Кеш другого рівня (L2): 1 МБ.
- Напруга ядра: ? В, потужність: 12 - 15 Вт (TDP), технологія 28 нм (Bulk)
- Тактові частоти: 1,6 ГГц – 3 ГГц.
- Підтримка Turbo Core до 3.0 GHz
- Частота графічного процесора: 800 МГц
- Підтримка пам'яті DDR4 1600 МГц

#### чотириядерний — Toronto (X3418, X3421)
- Кеш другого рівня (L2): 2 х 1 МБ.
- Напруга ядра: ? В, потужність: 12 - 35 Вт (TDP), технологія 28 нм (Bulk)
- Тактові частоти: 1,8 ГГц – 2,1 ГГц.
- Підтримка Turbo Core до 3.0 GHz
- Частота графічного процесора: 800 МГц
- Підтримка пам'яті DDR4 2400 МГц